# Демидова, Нина Матвеевна
Нина Матвеевна Деми́дова (2 мая 1931 — 12 декабря 2022) — музыкальный педагог, заслуженный работник культуры РСФСР (1983).

## Биография
Получив дирижёрско-хоровое образование в Архангельском музыкальном училище (в классе преподавателя Николая Григорьевича Грунскова), окончила Академию музыки имени Гнесиных как дирижёр хора. Позже Нина Матвеевна поступила снова в Архангельское музыкальное училище на отделение вокального искусства в класс Евгении Ивановны Лейзеровой (её сразу приняли на второй курс), а после училища окончила Академию музыки имени Гнесиных по классу доцента кафедры сольного пения Полины Львовны Трониной. Во время обучения в Академии на заочном отделении начала преподавательскую деятельность в родном Архангельском музыкальном училище, которую вела на протяжении более 60 лет, являясь ведущим преподавателем вокального искусства.
Среди её многочисленных учеников семь стали заслуженными артистами РФ, четырнадцать — лауреатами и дипломантами различных всероссийских и международных конкурсов. Среди них — лауреат Государственной премии России, солистка Мариинского театра оперы и балета Лариса Гоголевская, лауреат международных конкурсов, солистка Мариинского театра оперы и балета и Венгерского государственного оперного театра, преподаватель Санкт-Петербургской государственной Консерватории Маргарита Валиулина, лауреат конкурса имени Беллини (Италия) Мария Крикорова, солистка «Метрополитен-Опера» (США) Ольга Макарьина.
Нина Матвеевна являлась лауреатом конкурсов педагогического мастерства. На Первом всероссийском фестивале-конкурсе вокальных и речевых педагогов при Российской общественной академии голоса, проведённом в Москве, ей были присуждены звание лауреата премии Гран-при и почётное звание «Хранитель традиций русской вокальной школы».
Скончалась 12 декабря 2022 года.

## Награды и звания
- Орден Почёта (11 августа 1995 года) — за заслуги перед государством и успехи, достигнутые в труде, большой вклад в укрепление дружбы и сотрудничества между народами[3]
- Заслуженный работник культуры РСФСР (1983 год)[4]
- Премия Правительства Российской Федерации имени А. В. Луначарского за значительный вклад в развитие российской культуры в номинации «Педагогический работник» (22 декабря 2020 года)[5]